# Eladio Zárate
Eladio Zárate (* 14. Januar 1942 in Alberdi, Ñeembucú) ist ein ehemaliger paraguayischer Fußballspieler, der bei Vereinen in Paraguay, Argentinien und Chile spielte. Zudem nahm er mit der Nationalmannschaft Paraguays an der Copa América 1963 teil.

## Karriere
Eladio Zárate begann seine professionelle Karriere bei Club Olimpia in der ersten Liga Paraguays. Mit Olimpia gewann er sofort seinen ersten Meistertitel. Nach zwei Stationen in Argentinien kam er zum chilenischen Klub Unión Española und wurde 3-mal Torschützenkönig der Primera División. Auch nach seinem Wechsel zum Ligakonkurrenten Universidad de Chile wurde er 1971 erneut erfolgreichster Torjäger der Liga. 1973 ging er zurück in sein Heimatland zu Club Guaraní, wo er seine aktive Karriere 1974 beendete.
2016 wurde Zárate zu den 50 wichtigsten Personen von Universidad de Chile gewählt.
Für Paraguays Nationalmannschaft lief Zárate 10-mal auf. Er nahm an der Copa América 1959 in Ecuador teil und gewann bei der Copa América 1963 mit seinem Team die Vizemeisterschaft.

## Erfolge
Club Olimpia
- Paraguayischer Meister: 1962

Unión Española
- Torschützenkönig der chilenischen Primera División: 1967, 1968, 1969

Universidad de Chile
- Torschützenkönig der chilenischen Primera División: 1971